# 夢想夏鄉 -A Summer Day's Dream-
《夢想夏鄉 -A Summer Day's Dream-》，簡稱「夢想夏鄉」，是一部由同人社團舞風（MAIKAZE）制作的東方Project同人動畫。2008年12月29日，第1話《夢想夏鄉》在C75以2200日圓的價格首發。作為同人作品，其精美的畫風和華麗的聲優陣容引起廣泛議論。
動畫的製作組曾表示預定全12話，不過鑑於1、2話發售時間間隔長，不排除計劃變更的可能。2016年5月，編劇時音表示預計將在第4話完結，然而實際播出後又於片尾宣布尚未完結。
該動畫由於更新週期過長，且每一话的发布年份恰好与夏季奥运会一致（2008年、2012年、2016年、以及因新型冠狀病毒肺炎疫情影響，而延期至隔年的2020東京奧運），因此被網友戲稱為「奧運番」和「有生之年系列」。
須注意的是，該作品只是二次創作同人動畫，並不是商業動畫或東方Project的官方動畫化。
2022年2月20日在Twitter公開第五話標題設計。

## 世界觀
一天早上，博麗神社的巫女博麗靈夢正在和伊吹萃香準備宴會。然而，日常的平靜很快因神社的賽錢箱不見而打破。此後，紅魔館的紅茶和食材、帕秋麗的書陸續失蹤。
這是「異變」嗎？……

## 登場人物

### 第1話登場
- 博麗靈夢（聲優：中原麻衣）
- 伊吹萃香（聲優：豐崎愛生）
- 霧雨魔理沙（聲優：澤城美雪）
- 射命丸文（聲優：藤村步）
- 帕秋莉·諾蕾姬（聲優：高橋美佳子）
- 蕾米莉亞·斯卡雷特（聲優：辻步美）
- 十六夜咲夜（聲優：田中理惠）
- 紅美鈴[1]

### 第2話登場
- 西行寺幽幽子（聲優：茅野愛衣）
- 魂魄妖夢（聲優：悠木碧）
- 鈴仙·優曇華院·因幡（聲優：矢作紗友里）
- 因幡帝（聲優：井口裕香）
- 八意永琳（聲優：生天目仁美）
- 蓬莱山輝夜（聲優：高森奈津美）[8]

### 第3話登場
- 愛莉絲·瑪格特羅伊德（聲優：大森日雅）
- 八雲紫（聲優：井上喜久子）

### 第4話登場
- Blu- 靈夢（聲優：中原麻衣）
- メロン（聲優：豐崎愛生）

### 其他
- 旁白（聲優：井上喜久子）

## 各話標題
| 話數 | 日文標題 | 中文翻譯     | 發售時間       | 發售活動                 | 售價/円 | 參          |
| ---- | -------- | ------------ | -------------- | ------------------------ | ------- | ----------- |
| 1    |          | 夢想夏鄉     | 2008年12月29日 | C75                      | 2000    |             |
| 2    |          | 預定調和     | 2012年8月11日  | C82                      | 2500    | [ 4 ] [ 9 ] |
| 2.5  |          |              | 2014年5月11日  | 第十一屆博麗神社例大祭   | 2000    |             |
| 3    |          | 开绽的即视感 | 2016年8月13日  | C90                      | 2300    |             |
| 4    |          | 夏日的開始   | 2021年10月24日 | 第八回博麗神社秋季例大祭 | 4966    |             |

## 主題曲
第一話《夢想夏鄉》
- 片頭曲：
- 片尾曲：

第1話的音樂CD已於博麗神社例大祭第6回發售。
第二話《預定調和》
- 片頭曲：
- 片尾曲：

第2話的OST已於2012年10月28日首發，共收錄20曲。
第三話
- 片頭曲：
- 片尾曲：

第3話的OST已於2016年10月16日第三回博麗神社秋季例大祭發售。
第四話
- 片頭曲：

作詞・作曲・歌：時音-Tokine
- 片尾曲：

歌：めらみぽっぷ
作詞・作曲：時音-Tokine

## 外部連結
- 官方網站（日語）
- 官方網站（日語）